# Painted Desert Serenade
Painted Desert Serenade ist das Debüt-Studioalbum von Joshua Kadison. Es wurde 1993 bei SBK, einem Sublabel von Capitol Records, veröffentlicht. Es gab zwei Singleauskopplungen, die es beide in die Top 40 der Billboard Hot 100 schafften.

## Titelliste
| Nr. | Titel                           | Länge |
| --- | ------------------------------- | ----- |
| 1   | Jessie                          | 5:18  |
| 2   | Painted Desert Serenade         | 2:56  |
| 3   | Beau’s All Night Radio Loveline | 4:26  |
| 4   | Invisible Man                   | 4:57  |
| 5   | Mama’s Arms                     | 3:00  |
| 6   | Beautiful in My Eyes            | 4:07  |
| 7   | Picture Postcards from L.A.     | 4:33  |
| 8   | When a Woman Cries              | 3:31  |
| 9   | Georgia Rain                    | 4:03  |

## Mitwirkende
- Joshua Kadison: Klavier, Hauptstimme
- Sherwood Ball, Adele Bertei, Carmen Carter, Lance Ellington, Kathy Hazzard, David Lasley, Valerie Mayo, Arnold McCuller, Joseph Powell, Ian Shaw, Helen Terry, Ruby Turner, Carmen Twillie, Fred White: Chor und Stimmen beim Refrain
- Rosemary Butler, Gene Miller, Tessa Niles: Hintergrundgesang
- Mark Cresswell, Tim Pierce, Tim Renwick: Gitarren
- Dave "Clem" Clempson: akustische, elektrische & zwölfseitige Gitarre, Mandoline
- Paul Jones: Mundharmonika
- Phil Parlapiano: Akkordeon
- Rod Argent: Keyboard & Hammond-Orgel, Hintergrundgesang
- Jeffrey "CJ" Vanston: Hammond-Orgel
- John Giblin, Chris Laurence, John Pierce: Bass
- Denny Fongheiser, Ian Thomas, Neal Wilkinson: Drums
- Martin Ditcham: Schlagzeug
- Frank Ricotti: Congas & Schlagzeug
- Peter Van Hooke: Klavier, Drums, Schlagzeug
- Die Streichinstrumente wurden arrangiert von Rod Argent und dirigiert von Gavyn Wright
  - Violinen: Mark Berrow, Ben Cruft, Roger Garland, Wilfred Gibson, Roy Gillard, Tim Good, Rita Manning, Peter Oxer, Bill Penham, Barry Wilde, David Woodcock, Gavyn Wright
  - Viola: Stephen Tees, Robert Smissen, George Robertson, Andrew Parker, Susie Hansen
  - Celli: Paul Kegg, Ben Kennard, Helen Liebmann, Roger Smith
  - Frank Morgan, Richard Morgan: Oboe

## Rezeption
Bryan Buss rezensierte das Album für Allmusic und nannte es „randvoll mit Oden, in denen Romantik zu finden, sich danach zu sehnen und zu verlieren ist“ („chock full of odes to finding romance, longing for romance and losing romance“).